# Wernerkapel (Womrath)
De Wernerkapel (Duits: Wernerkapelle) is een aan de lokaal vereerde heilige Werner gewijd rooms-katholieke godshuis in Womrath op de Hunsrück, Rijnland-Palts.   

## Geschiedenis
Nadat Otto Hendrik van de Palts hier in 1566 de reformatie invoerde, ging de bevolking van Womrath grotendeels over tot de nieuwe leer en werd de kerk van Womrath protestants. De katholieken kregen na de Dertigjarige Oorlog hun geloofsvrijheid terug en mochten sinds 1688 weer missen vieren in de kerk. Toen er een nieuwe kerk in 1773 werd gebouwd kregen de katholieken een jaar later ook het recht om deze kerk te gebruiken. Tot 1912 bleef het gebouw een simultaankerk.
Op 5 juli 1910 werd na lang overleg een overeenkomst tussen de protestanten en katholieken gesloten, waarin werd geregeld dat de katholieke gemeente een compensatiebedrag van 3.500 Mark kreeg voor het afzien van het recht op medegebruik van de kerk. Het geld kon worden gebruikt voor de aankoop van een grondstuk voor een eigen gebouw, waarvoor de Keulse kerkarchitect Eduard Endler een ontwerp mocht leveren. Beide kerkgenootschappen kwamen bovendien overeen dat de katholieken tot de voltooiing van de nieuwe kerk op elke derde zondag van de maand en tijdens de jaarlijkse Werner-processie op 19 april de oude kerk mochten blijven gebruiken.
Op 16 oktober 1910 vond de eerstesteenlegging van de Wernerkapel plaats. De wijding van den nieuwbouw volgde op 2 juli 1911. 
De bronzen klok werd in 1952 door de klokkengieterij Mabilon gegoten van een oudere klok uit de katholieke kerk van het naburige Dickenschied

## Beschrijving
Het eenvoudige zaalkerkje heeft aan elke kant drie rongbogige vensters en een halfronde vensterloze apsis. De toegang gaat via een houten deur over een veranda. Het dak, dat met leisteen is gedekt, is voorzien van een vierkante dakruiter met een neobarokke helm. De spits wordt gevormd door een metalen kogel en daarboven een patriarchaal kruis. 

## Inrichting
Uit de simultaankerk werd door de katholieke gemeenschap het hoogaltaar uit de 18e eeuw overgenomen.